# Vajra

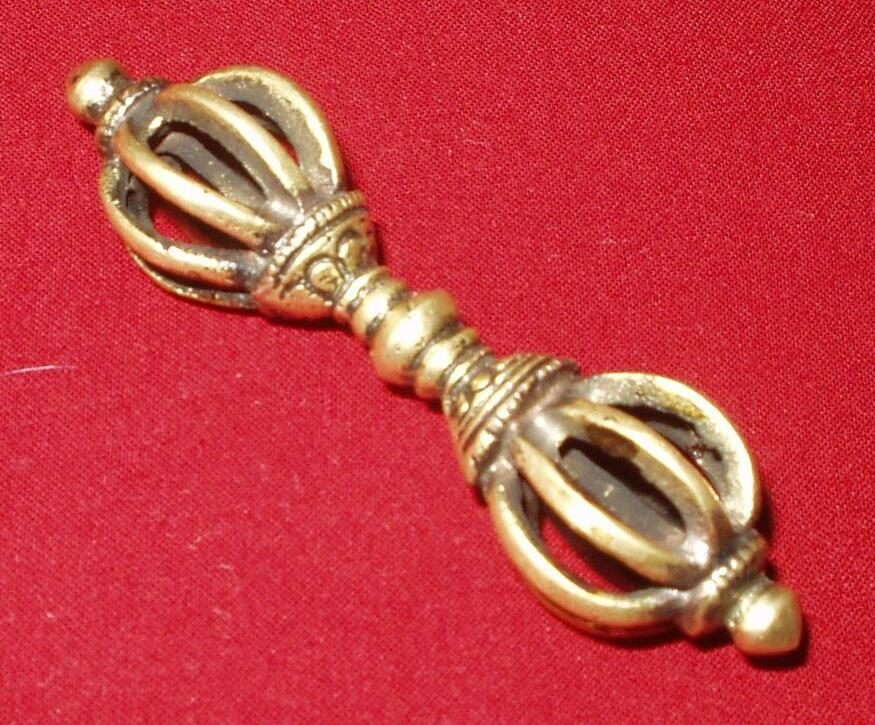
Um vajra tibetano

Um vajra (no alfabeto devanágari: वज्र) ou Dorje é uma palavra sânscrita que significa tanto "diamante" quanto "relâmpago". Como diamante, remete à indestrutibilidade da essência espiritual. Enquanto relâmpago, como aquilo que ilumina velozmente.
Como objeto ritual, o cetro/clava/pilão curto vajra tem a natureza simbólica do diamante , que tudo corta mas que não pode ser cortado. Como arma mitológica, representa a natureza do relâmpago, uma força irresistível.
Representa a firmeza do poder espiritual e, enquanto ferramenta ou implemento ritualístico, é usado simbolicamente pelo budismo, jainismo, hinduísmo, todos os quais são tradições do darma. 
Por causa de sua importância simbólica, o vajra expandiu-se com a cultura e religião indianas para outras regiões asiáticas, como Nepal, Tibete, Butão, Camboja, Mianmar, China, Coreia e Japão. A palavra tibetana equivalente é dorje, que é tanto um nome masculino comum no Tibete e no Butão, quanto o nome do pequeno cetro usado na mão direita pelos lamas tibetanos durante cerimônias religiosas. Nos Vedas, designava a arma de Indra, o rei dos deuses, que a utilizava para lançar raios mortais.
Param Vir Chakra, a condecoração militar mais elevada da Índia, traz um vajra como motivo.

## Etimologia
Segundo Asko Parpola, o sânscrito Vajra- - e avéstico Vazra- - ambos se referem a uma arma da divindade, e são possivelmente da raiz proto-indo-europeia *weg'-- que significa "ser (vir) poderoso". Está relacionado ao proto-finno-uralico *vaśara, "martelo, machado", mas os derivados sânscrito e finno-úgrico são provavelmente proto-arianos ou proto-indo-arianos, mas não proto-iranianos, estado Parpola e Carpelan, por causa de seu sibilante palatalizado.

## Galeria

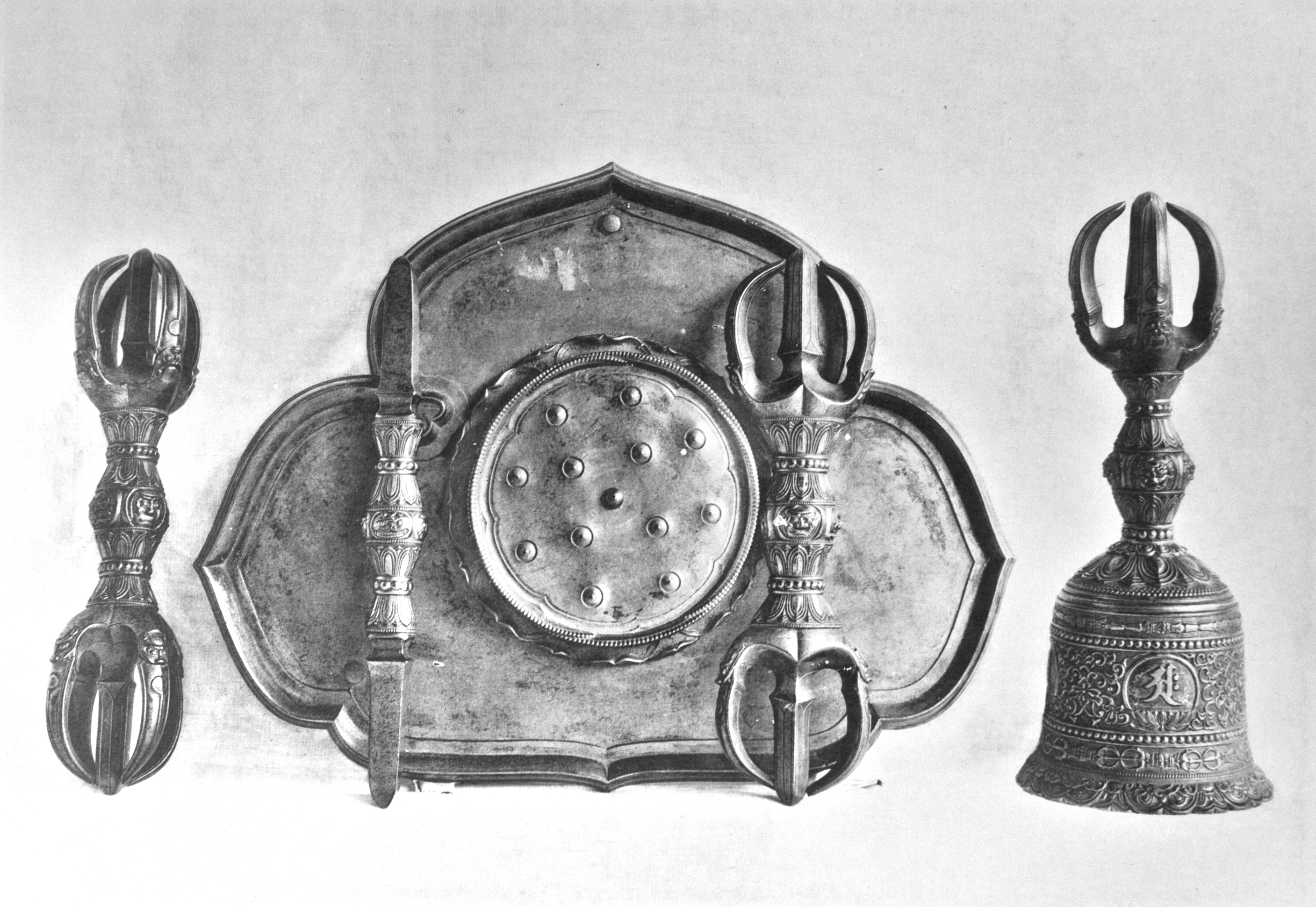
Um gokosho (vajra de cinco pontas), um tokkosho (vajra de uma ponta), um kongōban (bandeja de vajra), um sankosho (vajra de três ponta), e um gokorei (sino vajra de cinco pontas) no Santuário de Itsukushima.
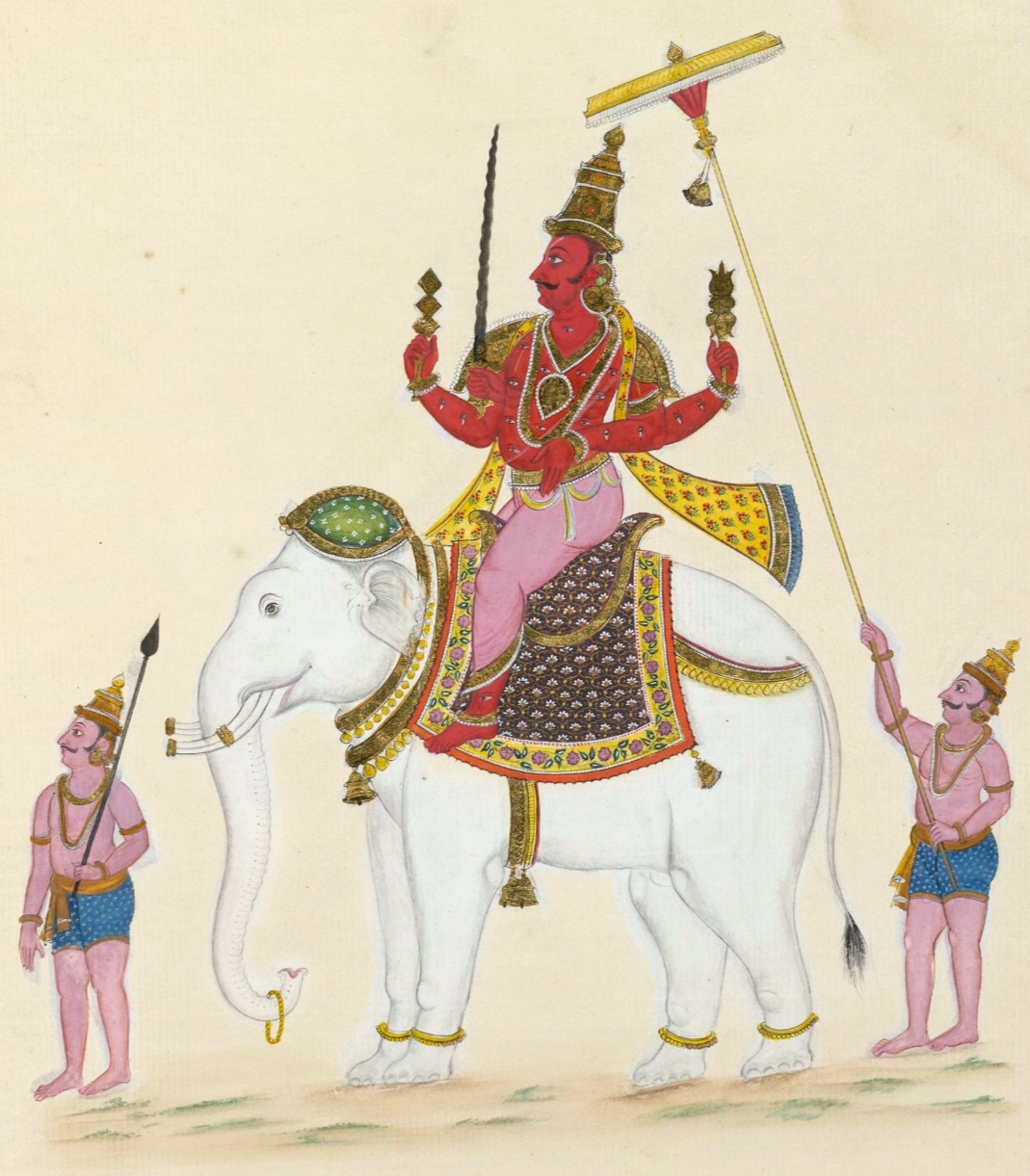
Indra empunha seu vajra montado em Airâvata.
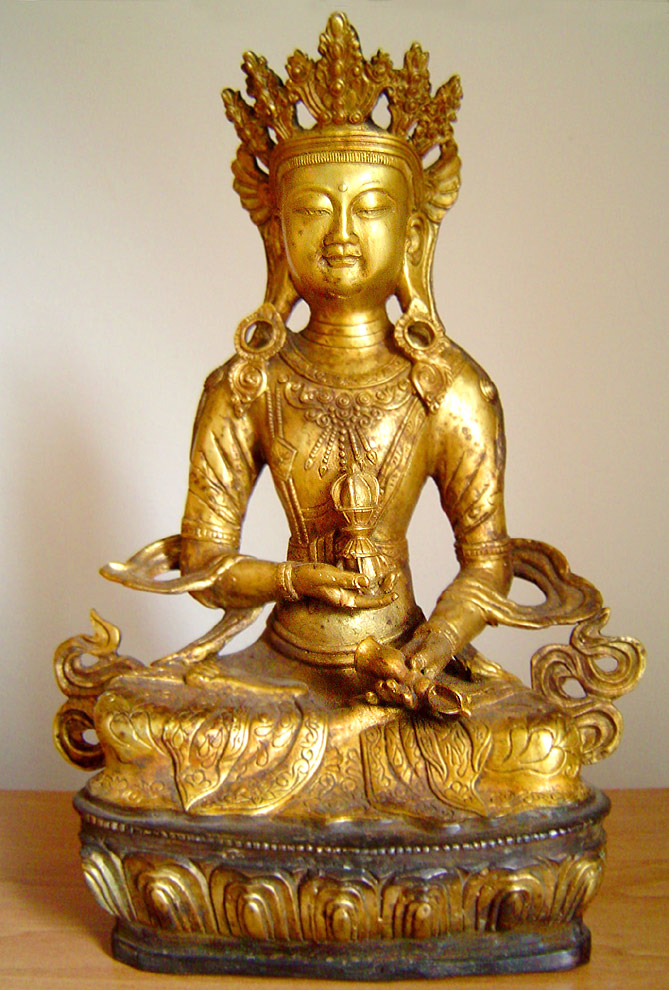
Uma estatueta de Vajrasattva segurando um vajra enquanto medita.
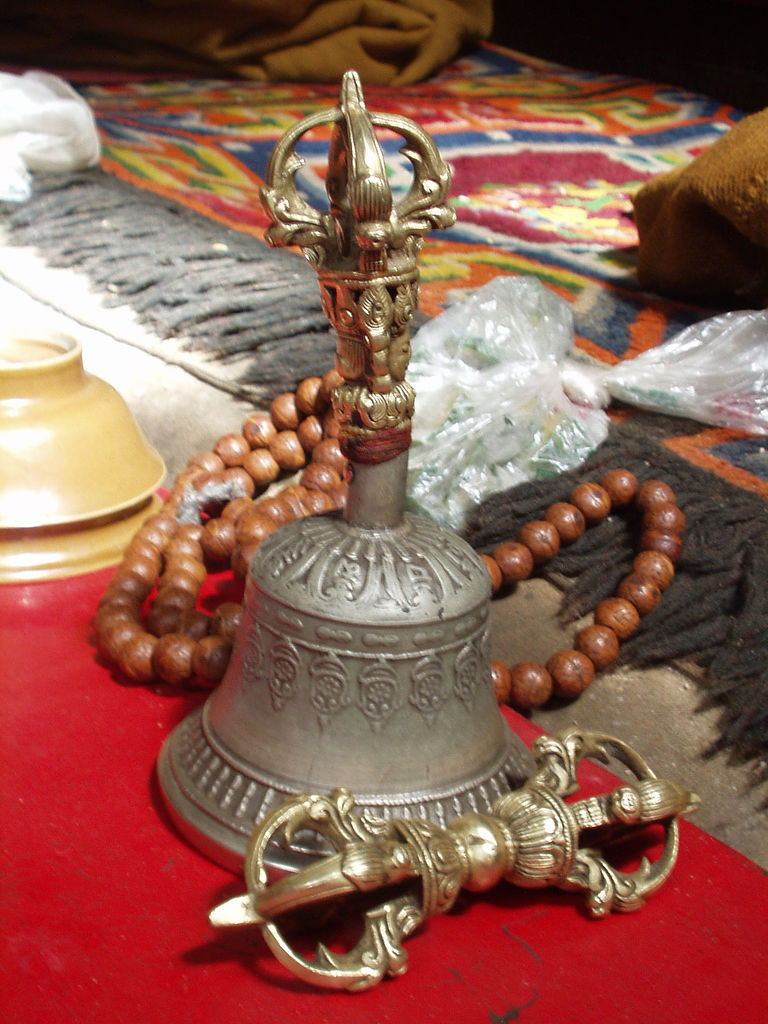
Um gokosho e um gokorei em um templo Vajrayana
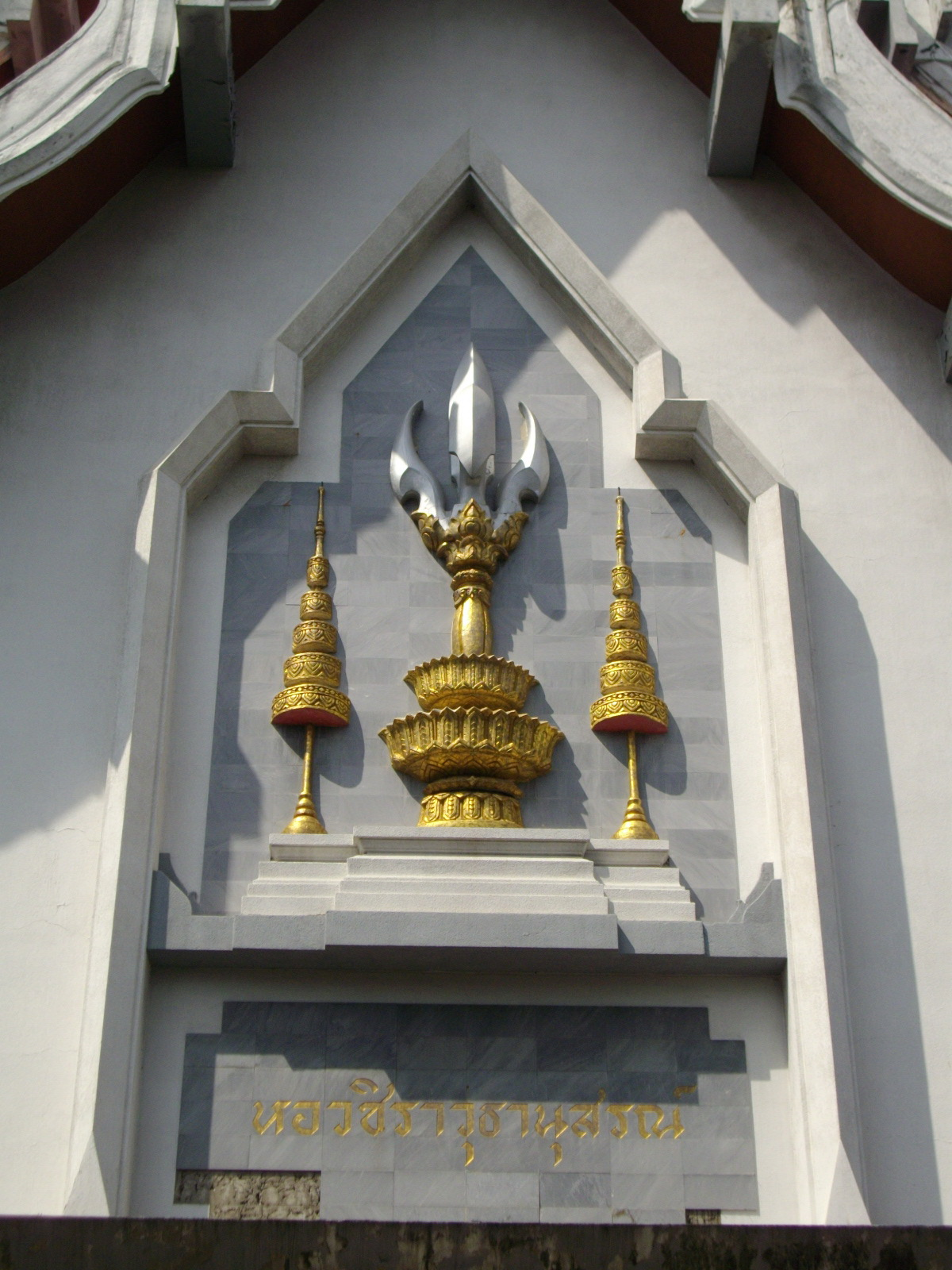
O vajra de Indra é o selo privado de Rama VI de Tailândia.
O Brasão de armas do Butão possui 4 vajras unidos em forma de cruz.